# Pennyroyal Tea
Pennyroyal Tea é uma canção da banda grunge estadunidense Nirvana, composta por Kurt Cobain e presente no terceiro e último álbum de estúdio do grupo, In Utero, de 1993.
A canção seria o terceiro single do álbum e teve lançamento oficial agendado para abril de 1994. No entanto, após a morte de Kurt Cobain no mesmo mês, o lançamento foi cancelado.
O single foi relançado num compacto de 7", em edição limitada, para o Record Store Day, em abril de 2014, e ficou na primeira posição nas paradas da Bilboard Hot 100 Singles Sales.

## Histórico
De acordo com a biografia do Nirvana, de Michael Azerrad, publicada em 1993, Come As You Are: A História do Nirvana, "Pennyroyal Tea" foi escrita por Cobain no inverno de 1990, em Olímpia, Washington (EUA), no apartamento que ele compartilhava com o baterista Dave Grohl. "Dave e eu estávamos às voltas com um gravador de quatro canais", disse Cobain, "e eu fiz essa canção em 30 segundos. Depois eu sentei por cerca de meia hora e escrevi a letra, aí nós a gravamos."
A banda tocou-a ao vivo várias vezes em 1991 e 1992, mas a canção não teve um tratamento em estúdio até 1993, quando foi gravada para o álbum In Utero com o produtor Steve Albini. A canção ainda seria remixada por Scott Litt em 22 de novembro do mesmo ano, pouco após o lançamento do álbum, para ser lançada como single. Litt já havia remixado "Heart-Shaped Box" e "All Apologies" para o In Utero.

## Significado
A erva poejo (em inglês, "pennyroyal") é algumas vezes usada como abortivo. Nos diários (Jornals) de Cobain, que foram publicados postumamente, em 2002, há uma seção em que ele explica as faixas do álbum In Utero. Na explicação de "Pennyroyal Tea" lê-se simplesmente: "abortivo herbáceo... não funciona, seu hippie."
Numa entrevista de outubro de 1993 de uma edição da Impact, Cobain deu uma maior clareza à canção, dizendo que era sobre uma pessoa sofrendo de uma depressão severa.

## Lançamento

### Lançamento original cancelado
O single "Pennyroyal Tea" teve lançamento agendado para abril de 1994, mas foi recolhido e cancelado logo após a morte de Kurt Cobain.
À época, o single em CD feito na Alemanha foi a única edição comercial distribuída, ou apenas fabricada.
Rob Fellows, representante de vendas da MCA UK, afirmou que a data de lançamento comercial do single no Reino Unido, onde haveria fabricação local, seria 28 de março ou 4 de abril de 1994, para coincidir com a turnê britânica. No Reino Unido, o single estaria em pré-venda duas semanas antes da data de lançamento, mas Fellows não se lembra de isso ter ocorrido, provavelmente por causa da overdose que Cobain sofreu no dia 3 de março, em Roma. Devido à overdose, a turnê europeia foi remarcada. O single ainda seria produzido, apenas com um atraso para coincidir com as novas datas da turnê britânica, mas foi finalmente cancelado logo que Cobain foi encontrado morto.
O cancelamento ocorreu porque a gravadora não queria que parecesse estar se beneficiando da morte de Cobain, e o título de uma das canções do lado-B, "I Hate Myself and Want to Die" ("Eu Me Odeio e Quero Morrer"), mostrava-se obviamente inadequado à situação.
O single comercial não foi produzido no Reino Unido, mas a edição alemã em CD foi produzida e distribuída, ou ao menos enviada ao distribuidor, à época do cancelamento. A data de lançamento na Alemanha era provavelmente a mesma da na Inglaterra. É incerto se algumas cópias chegaram a ser vendidas, mas é possível que sim. Os singles distribuídos foram recolhidos, destruídos e descartados pela gravadora ou pelo distribuidor. Um funcionário de um centro de distribuição na Holanda relatou que os singles foram destruídos na presença de pessoal da gravadora. Entretanto, algumas cópias foram extraviadas, tanto por funcionários da distribuição quanto de lojas, e esse parece ser o principal motivo de algumas cópias terem permanecido, e não por terem sido de fato comercializadas.
No Reino Unido, porém, foi produzida uma edição promocional em CD do single, mas cujo lote foi devolvido para ser destruído devido a erros impressão nos créditos do CD. Devido à morte de Cobain, nunca houve nova prensagem com as informações corrigidas. Normalmente, produzia-se de 500 a 1000 cópias promocionais, distribuídas em rádios e TV, mas poucas, provavelmente menos de 100, sobreviveram, extraviadas por funcionários.
Capas de vinil de 7" e encartes de CD do single comercial também foram produzidos no Reino Unido, mas os vinis e os CDs propriamente não o foram, devido ao cancelamento do lançamento. O vinil inglês teria como lado-B apenas a canção "Where Did You Sleep Last Night" na versão acústica, e o CD inglês, além desta, teria também a faixa "I Hate Myself and Want to Die" como lado B. Artes de capa feitas nos EUA e enviadas ao Reino Unido foram encontradas para os pretendidos lançamentos do single em vinil de 7" e até em fita cassete.
Os planos para uma apresentação promocional da banda no programa britânico de TV Top of the Pops se tornaram manifestos após uma Fita Digital de Áudio (DAT) ter sido encontrada, contendo três mixagens diferentes de "Pennyroyal Tea", todas sem os vocais, para a apresentação no programa, no qual só a voz era executada ao vivo.

### Relançamento oficial noRecord Store Dayde 2014
No dia 19 de abril de 2014, o single "Pennyroyal Tea" foi relançado oficialmente em vinil de 7" para o Record Store Day de 2014, em edição limitada de 6.000 cópias. Como no lançamento original que acabou sendo cancelado, a faixa título é a versão remixada por Scott Litt, e o lado-B é a canção "I Hate Myself And I Want To Die". O relançamento foi o single de vinil mais vendido da Record Store Day dos EUA, alcançando o primeiro lugar nas paradas da Billboard Hot 100 Singles Sales.

### Arte de capa
O livro In Utero, de Gillian G. Gaar, afirma que Cobain não teve participação na arte de capa do single "Pennyroyal Tea". Com o título da canção como referência, a capa retrata uma xícara de chá numa mesa, próxima a um cinzeiro cheio de pontas de cigarro e a um bule em forma de galo, e, ainda, alguns biscoitos em formato de animais espalhados pela mesa.

## Videoclipe
O diretor Anton Corbijn foi solicitado para dirigir o videoclipe de "Pennyroyal Tea", mas recusou dizendo que achava não conseguir fazer algo melhor do que o videoclipe de "Heart-Shaped Box", que fora o primeiro single de In Utero. Jeffrey Plankster, então, assinou como novo diretor. Com a morte de Cobain, no entanto, o projeto acabou sendo abandonado e nenhum videoclipe foi jamais lançado.

## Faixas
Todas as canções compostas por Kurt Cobain, exceto onde indicado:
CD single alemão (1994)
1. "Pennyroyal Tea" (Remix)
2. "I Hate Myself and Want To Die" (LP Version)*
3. "Where Did You Sleep Last Night" (In the Pines) (MTV Unplugged Version) [traditional]

CD single promocional britânico (1994)
1. "Pennyroyal Tea" (Scott Litt Mix)

7" (relançamento de 2014 para o Record Store Day)
A. "Pennyroyal Tea" (Remix)
B. "I Hate Myself and Want To Die" (LP Version)